# Wates (Bandung Kidul)
Wates is een bestuurslaag in het regentschap Kota Bandung van de provincie West-Java, Indonesië. Wates telt 8890 inwoners (volkstelling 2010).